# Castro (San Francisco)

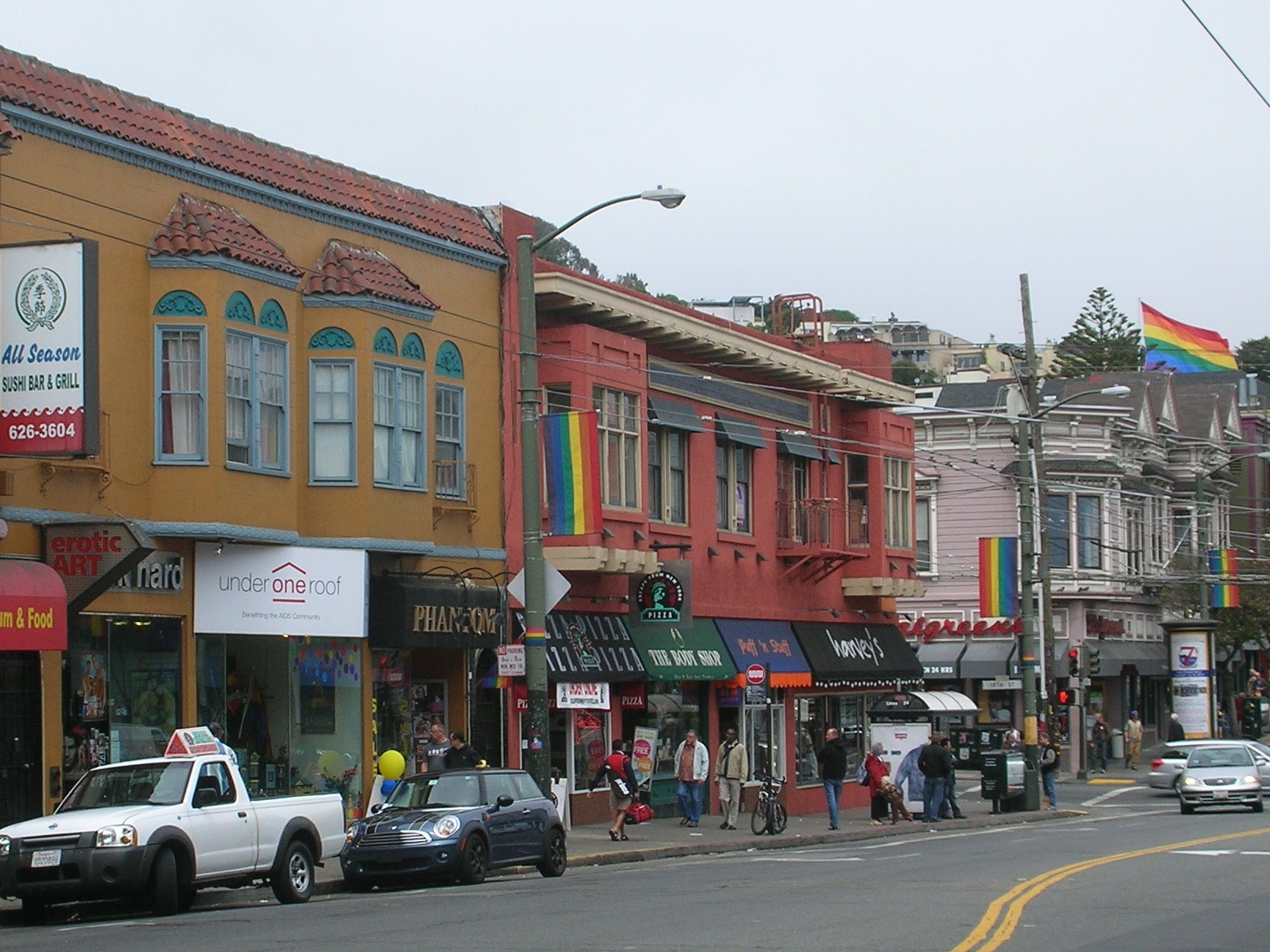
Castro Street

El districte de Castro, conegut popularment com a "The Castro", és un barri d'Eureka Valley (la vall d'Eureka) a San Francisco. És considerat el primer, actualment el més gran, i el barri gai més conegut dels Estats Units. Havent-se transformat a partir d'un barri obrer durant la dècada dels seixanta i setanta, Castro es manté com a símbol i origen dels esdeveniments i l'activisme gai, lèsbic, bisexual, transsexual, LGBT.

## Situació
Majoritàriament el barri gai de San Francisco està concentrat a l'àrea de comerços que està situada a Castro Street des de Market Street fins al 19th Street. S'estén pendent avall cap a Market Street fins a arribar a Church Street i a totes dues bandes del barri de Castro, des de Church Street fins Eureka Street. Tot i que la comunitat gai més gran estava, i està, concentrada a Castro, molts gais viuen a les àrees residencials que l'envolten i que toquen amb les zones de Corona Heights, Mission, Noe Vaelly, Twin Peaks i Haight-Ashbury. Alguns creuen que s'hi han d'incloure Duboce Triangle i Dolores Heights, ja que tots dos tenen una forta presència LGBT.
Castro Street, que comença uns blocs al nord a l'encreuament entre Divisadero i Waller, va en direcció sud per Noe Valley, travessant el districte comercial de 24th Street i acabant com a carrer continu uns blocs sud enllà mentre s'acosta a Glen Park. Reapareix en diferents seccions discontínues abans d'acabar definitivament a Chenery Street, en el cor de Glen Park.

## Història
Castro deu el seu nom a José Castro (1808-1860), un líder californià de l'oposició mexicana al govern dels Estats Units durant el segle xix, i alcalde de l'Alta Califòrnia des de 1835-1836. El barri en l'actualitat conegut com a Castro va néixer el 1887 quan el tramvia de Market Street va construir una línia que connectava Eureka Valley amb el centre. El 1891, Alfred E. Clarke va edificar la seva mansió a la cantonada de Douglass amb Caselli Avenue al 250 de Douglas que és popularment coneguda com la mansió Caselli. Va sobreviure al terratrèmol de 1906 i al foc que va destruir gran part de San Francisco.
De 1910 a 1920, Castro era conegut com la petita Escandinàvia pel nombre de gent d'ascendència escandinava procedent de Suècia, Noruega, Dinamarca i Finlàndia que hi vivia. Una casa de banys finlandesa (Finilla's) que era d'aquest període estava situada darrere del Café Flore a Market Street fins a 1986. The Cove al menjador de Castro se la coneixia com " la cala nòrdica". La Unió Escandinava de Mariners era a prop de 15th street i Market, a poques passes del Hall suec-americà que encara es conserva en el districte. L'estil escandinau pot encara veure's en alguns dels edificis de Market Street entre el Castro Street i Church Street. Castro va esdevenir un barri irlandès d'obrers els anys trenta i va ser-ho fins a mitjans dels seixanta.
Castro es va transformar amb el temps en un centre gai després de l'estiu de l'amor el 1967. La trobada va reunir a desenes de milers de joves de classe mitjana de tots els Estats Units. El barri, anteriorment conegut com Eureka Valley, va arribar a ser conegut com el de Castro, per l'històric teatre d'aquest nom prop de la cantonada dels carrers Castro i Market. Molts gais de San Francisco també es va mudar allí després de 1970 del que havia estat el més antic barri gai prominent, Polk Gulch, perquè les grans cases victorianes tenien rendes baixes o estaven disponibles per a la compra a preu baix doncs els seus propietaris de classe mitjana s'havien mogut als suburbis.
La zona va ser colpejada durament per l'aparició de la SIDA en la dècada del vuitanta. A principis de 1984, les autoritats municipals van començar a desmantellar les cases de bany i van proposar iniciatives encarades a prevenir el contagi de la Sida. Els quioscs de Market Street i Castro Street tenen ara pòsters que promouen el sexe segur i fer-se les proves al costat d'altres que anuncien el servei de cites online.

## Llocs d'interès
Un dels punts més notable del barri és el Teatre de Castro, un cinema construït el 1922 i considerat un dels millors cinemes de San Francisco. La intersecció entre el 18th i Castro Street, un dels principals encreuaments de Castro on han tingut lloc, i n'hi continuen tenint, esdeveniments històrics, marxes i protestes.
El Pink Triangle Park és un parc de la ciutat i un monument anomenat així pel triangle rosa que era cosit a la roba dels presoners gais que van ser objectiu dels nazis durant la Segona Guerra Mundial.
Harvey's, anteriorment Elephant Walk, que va ser assaltat per la policia després dels White Night Riots (aldarulls de la nit blanca).

## Galeria

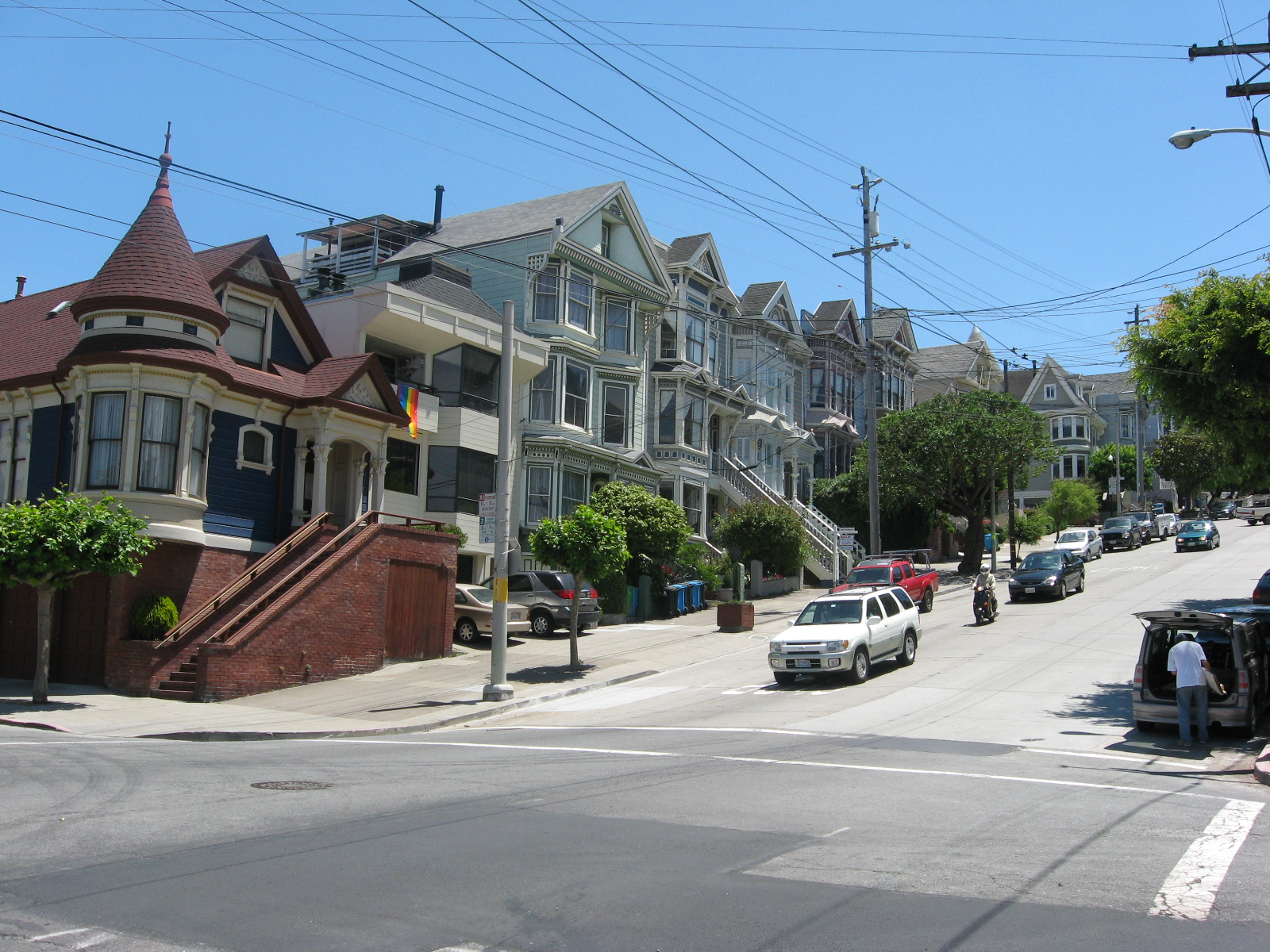
Cantonada del 20th Street amb Castro
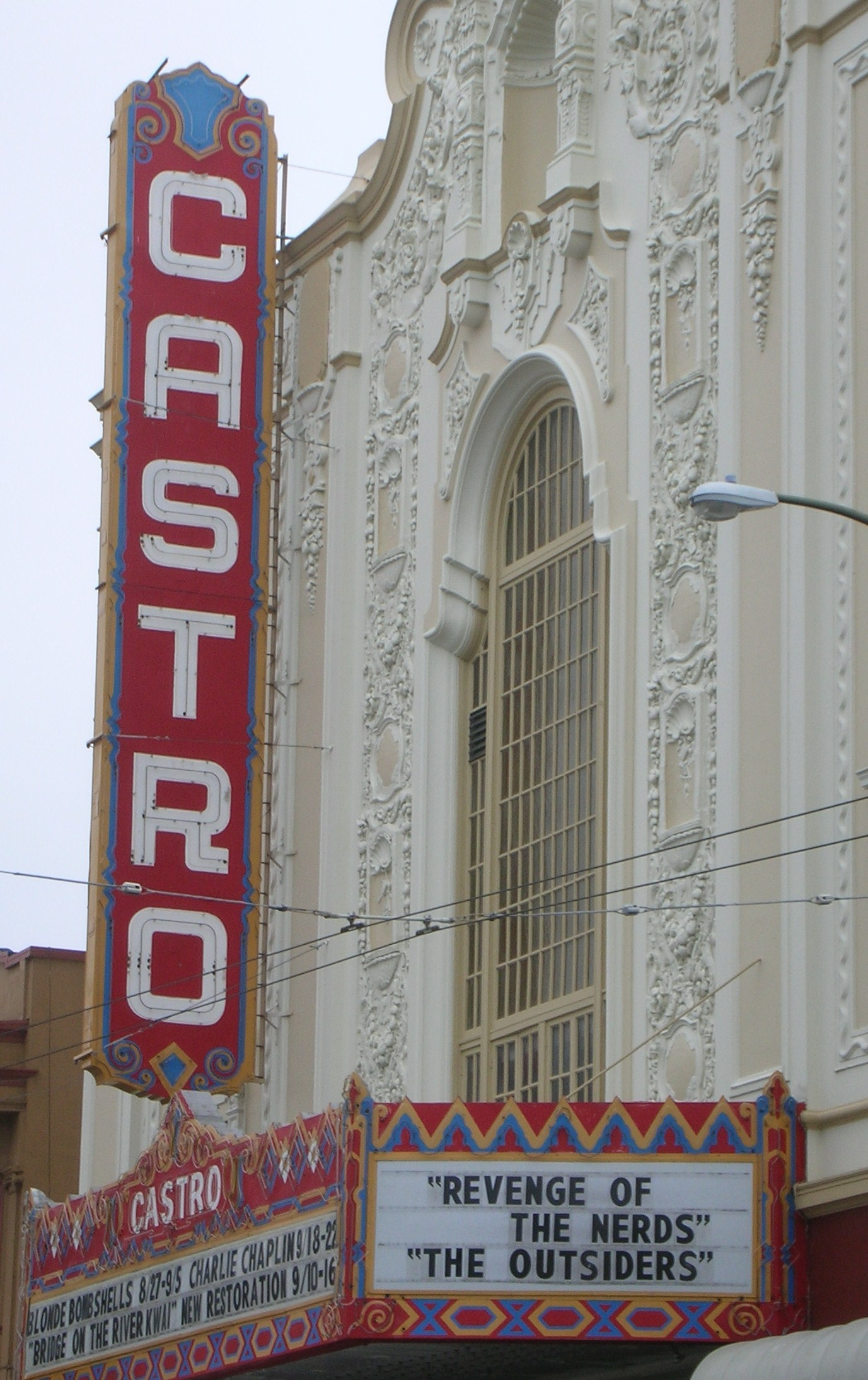
El teatre de Castro a Castro Street
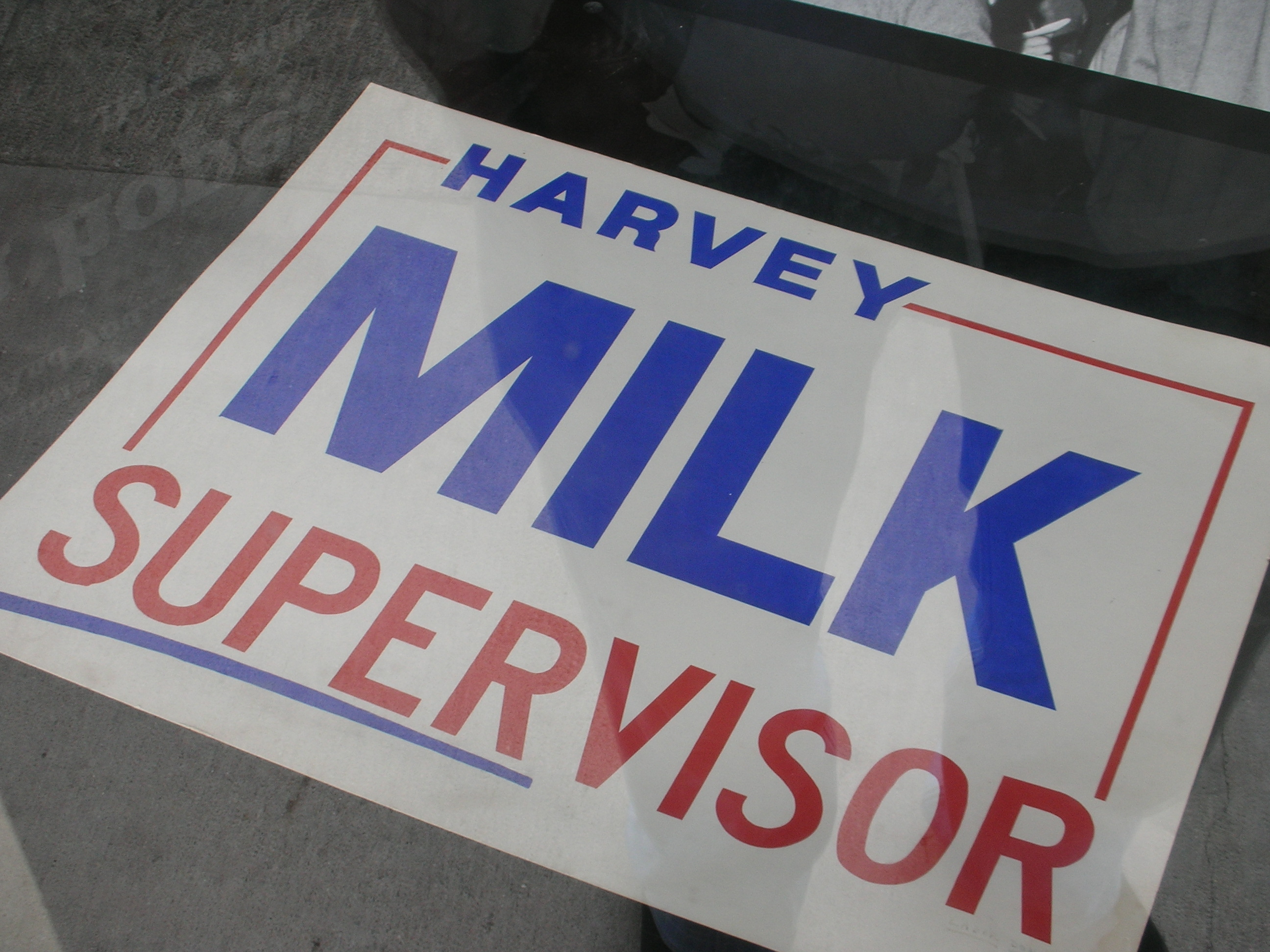
Cartell de la campanya política de Harvey Milk com a supervisor a l'ajuntament de San Francisco exposat a la seva antiga botiga de fotografia a Castro Street
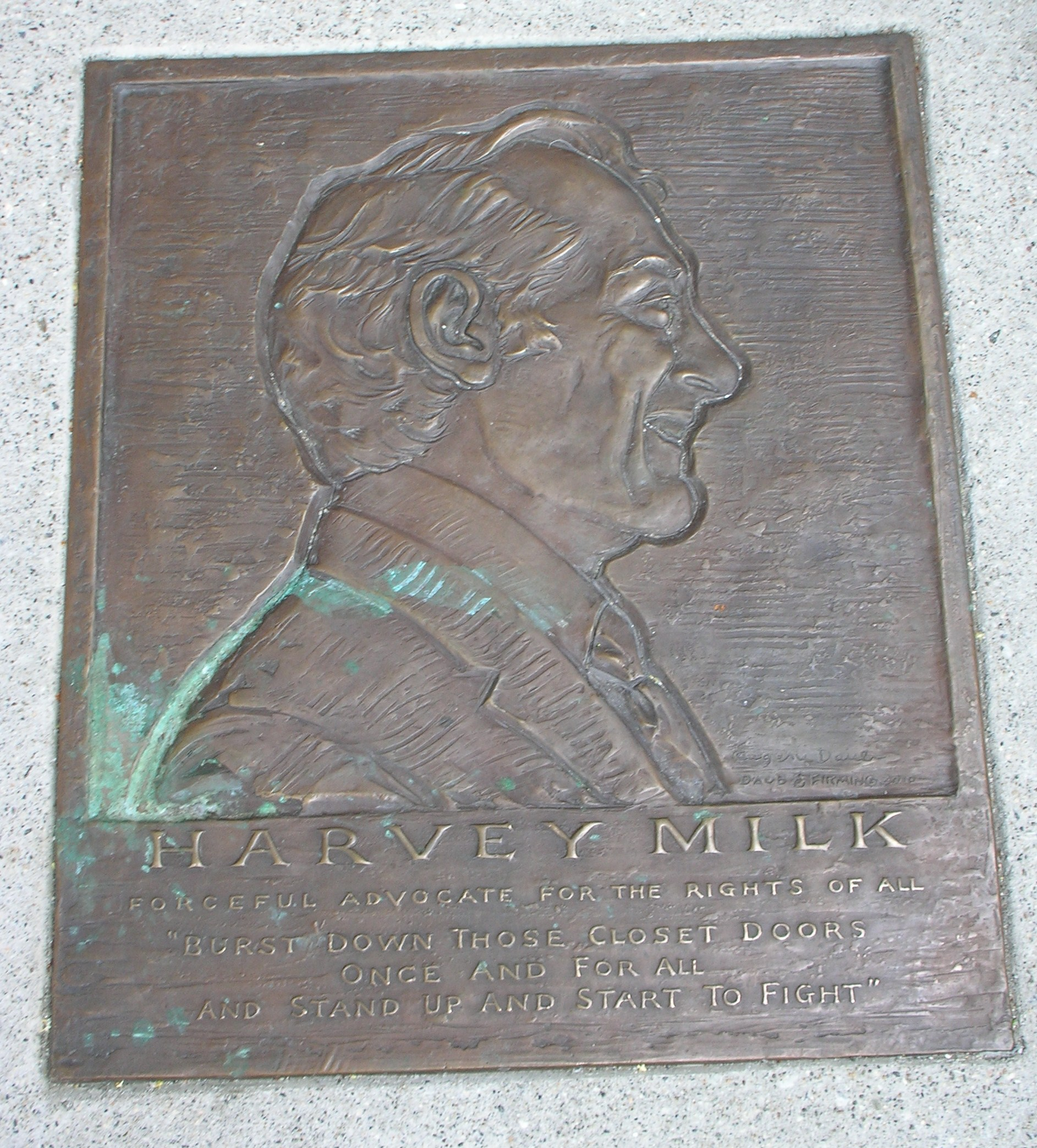
Placa commemorativa davant la botiga de fotografia de Harvey Milk